# Puchar Polski 2024-2025
La Puchar Polski 2024-2025 è stata la 71ª edizione della coppa nazionale polacca, organizzata dalla PZPN, iniziata il 6 agosto 2024 e terminata il 2 maggio 2025 con la finale che si è giocata allo Stadio nazionale di Varsavia. Il vincitore della competizione si qualifica automaticamente per la UEFA Europa League 2025-2026.
Il Wisła Cracovia era la squadra campione in carica. Il titolo è stato vinto dal Legia Varsavia, che ha conquistato la sua ventunesima coppa nazionale.

## Squadre partecipanti
Alla competizione partecipano 70 squadre, provenienti dai primi tre livelli del campionato polacco di calcio (con l'aggiunta delle 16 squadre vincenti delle coppe regionali)
| Ekstraklasa | I Liga | II Liga | Coppe Regionali |
| - Jagiellonia - Śląsk Breslavia - Legia Varsavia - Pogoń Stettino - Lech Poznań - Górnik Zabrze - Raków Częstochowa - Zagłębie Lubin - Widzew Łódź - Piast Gliwice - Stal Mielec - Puszcza Niepołomice - KS Cracovia - Korona Kielce - Radomiak Radom - Warta Poznań - Ruch Chorzów - ŁKS | - Wisła Cracovia - Lechia Danzica - GKS Katowice - Arka Gdynia - Motor Lublino - Górnik Łęczna - Odra Opole - Wisła Płock - Miedź Legnica - GKS Tychy - Stal Rzeszów - Chrobry Głogów - Znicz Pruszków - Nieciecza - Polonia Varsavia - Resovia Rzeszów - Podbeskidzie - Zagłębie Sosnowiec | - Pogoń Siedlce - Kotwica Kołobrzeg - KKS Kalisz - Stal Stalowa Wola - Chojniczanka Chojnice - Polonia Bytom - Radunia Stężyca - Hutnik Varsavia - Zagłębie Lubin II - ŁKS II - GKS Jastrzębie - Wisła Puławy - Olimpia Elbląg - Olimpia Grudziądz - Skra Częstochowa - Lech Poznań II - Sandecja Nowy Sącz - Stomil Olsztyn | - Barycz Sułów - Elana Toruń - Avia Świdnik - Lechia Zielona Góra - Unia Skierniewice - Podhale Nowy Targ - Pogoń Grodzisk Mazowiecki - Kluczbork - Siarka Tarnobrzeg - Wigry Suwałki - Grom Nowy Staw - Podbeskidzie Bielsko-Biala II - Star Starachowice - Concordia Elbląg - Unia Swarzędz - Świt Stettino |

## Formula
Al turno preliminare partecipano le 18 formazioni della II liga 2023-2024, insieme con le ultime due classificate della I liga 2023-2024. Le dieci vincitrici passano al primo turno, al quale si aggiungono le 16 vincitrici delle coppe regionali, 15 squadre della I Liga e lee 15 squadre della Ekstraklasa 2023-2024 non qualificate alle competizioni UEFA. Nel turno successivo si aggiungono anche le 4 squadre di Ekstraklasa rimanenti, insieme con il Wisla Cracovia, squadra di I Liga ma partecipante alle competizioni UEFA in virtù della vittoria della coppa nazionale.

## Calendario
| Turno                | Date                          | Numero di incontri | Numero di squadre |
| -------------------- | ----------------------------- | ------------------ | ----------------- |
| Turno preliminare    | 6-7 agosto 2024               | 10                 | 70 → 60           |
| Primo turno          | 24 settembre - 2 ottobre 2024 | 28                 | 60 → 32           |
| Sedicesimi di finale | 29-31 ottobre 2024            | 16                 | 32 → 16           |
| Ottavi di finale     | 4 dicembre 2024               | 8                  | 16 → 8            |
| Quarti di finale     | 26 febbraio 2025              | 4                  | 8 → 4             |
| Semifinali           | 2 aprile 2025                 | 2                  | 4 → 2             |
| Finale               | 2 maggio 2025                 | 1                  | 2 → 1             |

## Turno preliminare
Non è previsto alcun sorteggio per il turno preliminare, in quanto gli accoppiamenti sono effettuati in base al seguente schema:
- La 17ª classificata di I Liga contro la 18° di II Liga
- La 18° di I Liga contro la 17° di II Liga
- La 1° di II Liga contro la 16° di II Liga
- La 2° di II Liga contro la 15° di II Liga
- La 3° di II Liga contro la 14° di II Liga
- La 4° di II Liga contro la 13° di II Liga
- La 5° di II Liga contro la 12° di II Liga
- La 6° di II Liga contro l'11° di II Liga
- La 7° di II Liga contro la 10° di II Liga
- L'8° di II Liga contro la 9° di II Liga

| Squadra 1             | Risultato   | Squadra 2          |
| --------------------- | ----------- | ------------------ |
| 6 agosto 2024         |             |                    |
| Podbeskidzie          | 2 – 0       | Stomil Olsztyn     |
| Pogoń Siedlce         | 0 – 2       | Lech Poznań II     |
| Polonia Bytom         | 2 – 0       | GKS Jastrzębie     |
| Hutnik Varsavia       | 4 – 1 (dts) | Zagłębie Lubin II  |
| 7 agosto 2024         |             |                    |
| Zagłębie Sosnowiec    | 0 – 1       | Sandecja Nowy Sącz |
| Kotwica Kołobrzeg     | 2 – 1       | Skra Częstochowa   |
| KKS Kalisz            | 0 – 2       | Olimpia Grudziądz  |
| Stal Stalowa Wola     | 4 – 2       | Olimpia Elbląg     |
| Chojniczanka Chojnice | 3 – 2       | Wisła Puławy       |
| Radunia Stężyca       | 1 – 2       | ŁKS II             |

## Primo turno
Il sorteggio si è tenuto il 20 agosto 2024 nella sede della Telewizja Polska. Al primo turno partecipano le 10 vincitrici del turno preliminare, le 15 squadre della Ekstraklasa 2023-2024 che non partecipano alle competizioni UEFA nella stagione 2024-25, le prime 15 classificate della I Liga 2023-2024 che non partecipano alle competizioni UEFA nella stagione 2024-25 e le 16 vincitrici delle competizioni regionali.
| Squadra 1                     | Risultato        | Squadra 2           |
| ----------------------------- | ---------------- | ------------------- |
| 24 settembre 2024             |                  |                     |
| ŁKS II                        | 2 – 3            | Kotwica Kołobrzeg   |
| Elana Toruń                   | 1 – 3            | Widzew Łódź         |
| Nieciecza                     | 1 – 2            | GKS Katowice        |
| Pogoń Grodzisk Mazowiecki     | 1 – 1 (4-3 dtr)  | Lechia Danzica      |
| Podbeskidzie Bielsko-Biala II | 0 – 5            | Odra Opole          |
| Wisła Płock                   | 0 – 1            | Warta Poznań        |
| Stal Rzeszów                  | 0 – 3            | Pogoń Stettino      |
| Sandecja Nowy Sącz            | 3 – 2 (dts)      | KS Cracovia         |
| 25 settembre 2024             |                  |                     |
| Kluczbork                     | 2 – 1            | Unia Swarzędz       |
| Podhale Nowy Targ             | 0 – 2            | Ruch Chorzów        |
| Stal Stalowa Wola             | 2 – 2 (2-3 dtr)  | Arka Gdynia         |
| Chojniczanka Chojnice         | 3 – 2            | Znicz Pruszków      |
| Olimpia Grudziądz             | 4 – 2            | GKS Tychy           |
| Górnik Łęczna                 | 1 – 1 (9-10 dtr) | Puszcza Niepołomice |
| Hutnik Varsavia               | 3 – 3 (3-5 dtr)  | Piast Gliwice       |
| Barycz Sułów                  | 0 – 0 (3-5 dtr)  | Lech Poznań II      |
| Miedź Legnica                 | 0 – 0 (4-3 dtr)  | Raków Częstochowa   |
| Siarka Tarnobrzeg             | 4 – 1            | Star Starachowice   |
| Górnik Zabrze                 | 0 – 1 (dts)      | Radomiak Radom      |
| Avia Świdnik                  | 3 – 3 (6-5 dtr)  | Polonia Bytom       |
| Concordia Elbląg              | 0 – 2            | Lechia Zielona Góra |
| Korona Kielce                 | 1 – 1 (4-3 dtr)  | Stal Mielec         |
| Chrobry Głogów                | 1 – 2            | Polonia Varsavia    |
| Wigry Suwałki                 | 3 – 1 (dts)      | Świt Stettino       |
| 26 settembre 2024             |                  |                     |
| Podbeskidzie                  | 0 – 0 (3-4 dtr)  | Zagłębie Lubin      |
| Grom Nowy Staw                | 0 – 2            | ŁKS                 |
| Resovia Rzeszów               | 1 – 0            | Lech Poznań         |
| 2 ottobre 2024                |                  |                     |
| Unia Skierniewice             | 1 – 1 (5-4 dtr)  | Motor Lublino       |

## Secondo turno
Il sorteggio si è tenuto il 30 settembre 2024 nella sede di Telewizja Polska. Al secondo turno partecipano le 28 vincenti del primo turno e le 4 squadre che partecipano alle competizioni UEFA nella stagione 2024-2025.
| Squadra 1             | Risultato       | Squadra 2                 |
| --------------------- | --------------- | ------------------------- |
| 12 ottobre 2024       |                 |                           |
| Siarka Tarnobrzeg     | 2 – 3           | Wisła Cracovia            |
| 29 ottobre 2024       |                 |                           |
| Kotwica Kołobrzeg     | 0 – 1           | Puszcza Niepołomice       |
| Radomiak Radom        | 0 – 3           | Śląsk Breslavia           |
| Avia Świdnik          | 1 – 3           | Ruch Chorzów              |
| Odra Opole            | 0 – 1 (dts)     | Pogoń Stettino            |
| Olimpia Grudziądz     | 3 – 2           | Resovia Rzeszów           |
| 30 ottobre 2024       |                 |                           |
| Kluczbork             | 0 – 1           | ŁKS                       |
| Chojniczanka Chojnice | 0 – 3           | Jagiellonia               |
| Sandecja Nowy Sącz    | 1 – 0           | Pogoń Grodzisk Mazowiecki |
| Wigry Suwałki         | 2 – 3           | Polonia Varsavia          |
| Lech Poznań II        | 1 – 3           | Korona Kielce             |
| Unia Skierniewice     | 2 – 1           | GKS Katowice              |
| Arka Gdynia           | 1 – 3 (dts)     | Piast Gliwice             |
| 31 ottobre 2024       |                 |                           |
| Miedź Legnica         | 1 – 2           | Legia Varsavia            |
| Lechia Zielona Góra   | 3 – 3 (3-5 dtr) | Widzew Łódź               |
| Warta Poznań          | 0 – 3           | Zagłębie Lubin            |

## Ottavi di finale
Il sorteggio per gli ottavi di finale si è tenuto il 4 novembre 2024.
| Squadra 1          | Risultato       | Squadra 2           |
| ------------------ | --------------- | ------------------- |
| 3 dicembre 2024    |                 |                     |
| Sandecja Nowy Sącz | 0 – 1           | Puszcza Niepołomice |
| Śląsk Breslavia    | 1 – 1 (7-8 dtr) | Piast Gliwice       |
| Polonia Varsavia   | 3 – 2 (dts)     | Wisła Cracovia      |
| 4 dicembre 2024    |                 |                     |
| Korona Kielce      | 1 – 0           | Widzew Łódź         |
| Pogoń Stettino     | 4 – 3           | Zagłębie Lubin      |
| Unia Skierniewice  | 0 – 2           | Ruch Chorzów        |
| 5 dicembre 2024    |                 |                     |
| Olimpia Grudziądz  | 1 – 3           | Jagiellonia         |
| ŁKS                | 0 – 3           | Legia Varsavia      |

## Quarti di finale
Il sorteggio per i quarti di finale si è tenuto il 6 dicembre 2024.
| Squadra 1        | Risultato   | Squadra 2           |
| ---------------- | ----------- | ------------------- |
| 25 febbraio 2024 |             |                     |
| Ruch Chorzów     | 2 – 0       | Korona Kielce       |
| 26 febbraio 2024 |             |                     |
| Pogoń Stettino   | 2 – 0 (dts) | Piast Gliwice       |
| Legia Varsavia   | 3 – 1       | Jagiellonia         |
| 27 febbraio 2024 |             |                     |
| Polonia Varsavia | 1 – 2 (dts) | Puszcza Niepołomice |

## Semifinali
Il sorteggio per le semifinali si è tenuto il 6 dicembre 2024.
| Squadra 1           | Risultato | Squadra 2      |
| ------------------- | --------- | -------------- |
| 1° aprile 2024      |           |                |
| Puszcza Niepołomice | 0 – 3     | Pogoń Stettino |
| 2 aprile 2024       |           |                |
| Ruch Chorzów        | 0 – 5     | Legia Varsavia |

## Finale
| Arbitro: | Szymon Marciniak |

|                                          |           |                                                    |
| Lončar 41’ Koulourīs 67’ Smoliński 90+5’ | Marcatori | 13’ Luquinhas 46’ Morishita 64’ Škuryn 85’ Vinagre |